# Volta a Segóvia
A Volta a Segóvia, (em espanhol : Vuelta a Segovia) é uma corrida de ciclismo por etapas disputadas em Segóvia em Castela e Leão, na Espanha.

## Palmarés
| Ano  | Ganhador                    | Segundo                   | Terceiro                    |
| ---- | --------------------------- | ------------------------- | --------------------------- |
| 1963 | Vicente López Carril        |                           |                             |
| 1964 | José Gómez Lucas            |                           |                             |
| 1965 | Pablo Sánchez García        |                           |                             |
| 1966 | Daniel Yuste                |                           |                             |
| 1967 | Pablo Suárez Vázquez        |                           |                             |
| 1968 | José Alcibar                |                           |                             |
| 1969 | Juan Zurano                 |                           |                             |
| 1970 | Andrés Oliva                |                           |                             |
| 1971 | Carlos Melero               |                           |                             |
| 1972 | Agustín Tamames             | Domingo Perurena          | José Manuel López Rodríguez |
| 1973 | Domingo Perurena            | Javier Elorriaga          | Jaime Huélamo               |
| 1974 | José Grande                 | Juan Manuel Santisteban   | Jaime Huélamo               |
| 1975 | Javier Elorriaga            | Tomás Nistal              | José Gómez Lucas            |
| 1976 | Andrés Oliva                | Faustino Fernández Ovies  | Carlos Ocaña                |
| 1977 | Miguel María Lasa           | Anastasio Greciano        | Fernando Cabrero            |
| 1978 | Luis Alberto Ordiales       | José Luis Mayoz           | Antonio Abad Collado        |
| 1979 |                             |                           |                             |
| 1980 |                             |                           |                             |
| 1981 |                             |                           |                             |
| 1982 |                             |                           |                             |
| 1983 | Francisco Javier Cedena     |                           |                             |
| 1984 | Luis Francisco Espinosa     |                           |                             |
| 1985 | José Rodríguez García       |                           |                             |
| 1986 | José Antonio Ibáñez         |                           |                             |
| 1987 | José Antonio Miralles       |                           |                             |
| 1988 | Juan Carlos Martín Martínez |                           |                             |
| 1989 | Francisco Prieto            |                           |                             |
| 1990 | José María David            |                           |                             |
| 1991 | Víctor Gómez Gutiérrez      | José María David          | Francisco Hernán            |
| 1992 | Jorge Casillas              | Sergei Savinotchkine      | Grigore Istchenko           |
| 1993 | Joaquín Migueláñez          | Manuel Rodríguez Gil      | Jordi Gilabert              |
| 1994 | Raido Kodanipork            | Francisco Sánchez Vaquero | Jaime Martínez Bajo         |
| 1995 | Aitor Asla                  | Roberto Merino            | Fernando Martín García      |
| 1996 | Francisco Javier Simón      | Juan Jesús Salinero       | Juan Maxi Marina            |
| 1997 | Koldo Gil                   | David Hernández Cabrerizo | Francisco Castillo          |
| 1998 | José Antonio Garrido        | Manuel Fernández Sastre   | Óscar García Lago           |
| 1999 | Pablo de Pedro              | Rafael Pertegás           | Javier Gilmartín            |
| 2000 | Rafael Mila                 | Andoni Aranaga            | Alberto Sanchidrián         |
| 2001 | Roger Lucia                 | Antonio Alcañiz           | Juan Miguel González        |
| 2002 | Pablo de Pedro              | Víctor Castro             | Juan José Abril             |
| 2003 | Rafael Rodríguez Segarra    | Antonio Arenas            | Rubén Martín                |
| 2004 | Juan José Abril             | Alberto Martín            | Antonio Areias              |
| 2005 | Juan José Abril             | Oleh Chuzhda              | Javier Sáez                 |
| 2006 | Javier Chacón               | Antonio Piedra            | Pablo Hernán Marcosano      |
| 2007 | Félix Vidal Celis           | José Francisco López      | Luis Amarán                 |
| 2008 | Vladimir Shchekunov         | Francisco Cordón          | José Ángel Rodríguez        |
| 2009 | Alexander Ryabkin           | Egor Korolev              | Gustavo Rodríguez Iglesias  |
| 2010 | Raúl Alarcón                | Íon Pardo                 | Samuel Nicolás              |
| 2011 | Reuben Donati               | Joaquín López             | Samuel Nicolás              |
| 2012 | Diego Ochoa                 | Unai Iparragirre          | Arturo Mora                 |
| 2013 | Pedro García Peñarrubia     | Oleh Chuzhda              | Ruben Sánchez               |
| 2014 | Cédric Verbeken             | Sergio Míguez             | Miguel Ángel Aguilera       |
| 2015 | José Luis Cobo              | David Galarreta           | Alexander Unzueta           |
| 2016 | Gonzalo Serrano             | Aser Estévez              | Daniel Veijo                |
| 2017 | Willie Smit                 | Gonzalo Serrano           | Mauricio Moreira            |
| 2018 | Eusebio Pascual             | Sebastián Mora            | Antonio Jesús Soto          |
| 2019 | Sergio Martín               | Tomás Contte              | Jorge Martín Montenegro     |

## Palmarés por país
| País          | Vitórias |
| ------------- | -------- |
| Espanha       | 47       |
| Rússia        | 2        |
| Colômbia      | 1        |
| Austrália     | 1        |
| Bélgica       | 1        |
| África do Sul | 1        |